# Pham Tuan
Phạm Tuân (14 de fevereiro de 1947, Quốc Tuấn, Vietnam), foi o primeiro e único cosmonauta do Vietnam, primeiro asiático a ir ao espaço  e um dos raros estrangeiros a ser laureados com a maior condecoração da antiga URSS, a de Herói da União Soviética.

## Herói de guerra
Tuân integrou-se à Força Aérea do Povo do Vietnam em 1965 e lutou como piloto de caças de combate durante a Guerra do Vietnam até 1975. Em 1972, derrubou um bombardeiro norte-americano B-52 sobre os céus de Hanói, tornando-se o primeiro piloto vietnamita a conseguir este feito. Foi condecorado com algumas das maiores comendas dos governos vietnamita e soviético, como a Ordem de Lenin e a Ordem de Ho Chi Min, chegando ao posto de major general da Força Aérea.

## Intercosmos
Em abril de 1973, fez parte do grupo de cosmonautas selecionados pela Intercosmos, subindo ao espaço com o cosmonauta soviético Viktor Gorbatko em julho de 1980, a bordo da nave Soyuz 37, para uma estadia em órbita na estação espacial Salyut 6.
Durante a missão, ele realizou experiências derretendo amostras minerais em microgravidade e fotografou pela primeira vez o Vietnam do espaço, para fins de mapeamento da região, realizando 142 órbitas durante sete dias no espaço.
Hoje, Phạm Tuân é tenente-general da Força Aérea, Chefe do Departamento de Defesa e membro da Assembléia Nacional do Vietnam.